# Ideopsis simillima
Ideopsis simillima är en fjärilsart som beskrevs av Van Eecke 1915. Ideopsis simillima ingår i släktet Ideopsis och familjen praktfjärilar. Inga underarter finns listade i Catalogue of Life.